# Moujou
Moujou  ist ein Ort auf der Insel Anjouan im Inselstaat Komoren im Indischen Ozean.

## Geographie
Moujou liegt im bergigen Hinterland von Harembo im Nordosten der Insel.
In der Nähe verläuft die Fiumara Tsantsani nach Osten.